# 尹汝尚
尹汝尚（英語：Joseph Yuosang Yun；1954年8月29日—）是美國韓裔外交官、朝鲜问题专家，現美國駐韓國臨時代辦，曾任美国朝鲜事务首席谈判代表、美国驻马来西亚大使和美国国务院东亚和太平洋事务局首席副助理国务卿，2022年3月至2023年10月出任太平洋岛国谈判特使。

## 早年生活和教育
尹汝尚出生于韓國漢城（現首尔），父親是曾任世界衛生組織醫務官的醫學博士尹錫宇（Samuel Yun；）。1964年，尹汝尚跟随父亲离开韩国前往尼日利亚。尹汝尚出在英国讀完中学毕业，1976年获得卡迪夫大学学士学位，之後又獲得倫敦政治經濟學院理學碩士和哲學碩士学位。他在伦敦政治经济学院期間認識了他的妻子，他们于1977年结婚，並且育有一子。

## 外交生涯
尹汝尚于1985年入職美國外交系統，就任駐馬來西亞大使前曾任美國駐韓大使館政治事務公使銜參贊。